# Manuela Brütsch
Manuela Brütsch (* 14. Februar 1984 in Dielsdorf, Schweiz) ist eine ehemalige Schweizer Handballspielerin, die zuletzt für den Schweizer Erstligisten LC Brühl Handball auflief.

## Karriere

### Vereine
Brütsch begann das Handballspielen im Alter von 15 Jahren in ihrer Geburtsstadt beim HC Dielsdorf. Aufgrund ihrer Leistung im Tor wurde der Schweizer Erstligist TV Uster auf sie aufmerksam, zu dem sie im Jahr 2001 wechselte. Fünf Jahre später schloss sie sich dem Schweizer Spitzenverein LC Brühl Handball an. Mit Brühl gewann sie 2007, 2008, 2009 und 2011 die Schweizer Meisterschaft sowie 2008, 2009 und 2010 den Schweizer Cup. In der Saison 2011/12 stand sie beim deutschen Zweitligisten HSG Bensheim/Auerbach unter Vertrag. Anschliessend wechselte sie zum deutschen Bundesligisten HSG Bad Wildungen. Nachdem Brütsch im Jahr 2013 mit Bad Wildungen abgestiegen war, gelang ihr ein Jahr später der sofortige Wiederaufstieg. Im Sommer 2024 kehrte sie zum LC Brühl Handball zurück und gewann am Ende der Saison erneut den Meistertitel.
Brütsch wurde in den Jahren 2015 und 2018 als «Beste Schweizer Spielerin» sowie 2011 als «MVP» mit dem Swiss Handball Award ausgezeichnet. Am 27. Mai 2020 wurde sie in die Swiss Handball Hall of Fame aufgenommen.

### Nationalmannschaften
Manuela Brütsch lief 16-mal für die Schweizer Juniorinnennationalmannschaft auf. Am 27. November 2004 gab sie ihr Debüt für die Schweizer A-Nationalmannschaft. Mit der Schweiz nahm sie an der Europameisterschaft 2022 teil. Im Turnierverlauf parierte Brütsch fünf von elf Würfen. Sie stand im Kader für die Europameisterschaft 2024. Die Schweiz erreichte die Hauptrunde und beendete das Turnier auf dem 12. Platz. Brütsch kam in 5 Spielen zum Einsatz. Nach dem Turnier beendete sie nach 20 Jahren und 180 Spielen ihre Länderspiellaufbahn. Sie hatte seit 2004 keinen Zusammenzug des Nationalteams verpasst.